# Corrobert
Corrobert település Franciaországban, Marne megyében. Lakosainak száma 208 fő (2022. január 1.). Corrobert Pargny-la-Dhuys, Janvilliers, Margny, Montmirail (Marne), Verdon, Vauchamps és Dhuys-et-Morin-en-Brie községekkel határos.

## Népesség
A település népességének változása:
| Lakosok száma | 191  | 147  | 135  | 175  | 199  | 201  | 205  | 210  | 213  | 208  |
|               | 1968 | 1982 | 1990 | 2006 | 2013 | 2015 | 2017 | 2019 | 2020 | 2022 |